# Німецьке товариство з вивчення Східної Європи
Німецьке товариство з вивчення Східної Європи (нім. Deutsche Gesellschaft für Osteuropakunde — DGO) — об'єднання дослідників та експертів з вивчення Східної Європи в німецькомовних країнах.
Засноване в Німецькій імперії 1913 року.
Найбільша асоціація досліджень Східної Європи на німецькомовному просторі. Є форумом для обговорення політики, економіки та культури на сході Центральної та в Східній Європі. Провадить обмін знаннями та контактами в Східній Європі та сприяє європейському діалогу. Членами Товариства є представники науки, політики, бізнесу, медіа та культури. Товариство позиціонує себе як позапартійну некомерційну асоціацію.
Член Міжнародної ради досліджень Центральної та Східної Європи (ICCEES).
Штаб-квартира Товариства знаходиться в Берліні. Має філії в більш ніж 20 містах Німеччини. Отримує інституційне фінансування від міністерства закордонних справ Німеччини.

## Історія заснування та діяльності

### У Німецькій імперії
16 жовтня 1913 року, при відзначенні сторіччя битви народів під Ляйпцигом, у Берліні
відбулися організаційні збори «Німецького товариства з вивчення Росії» (нім. (Die
Deutsche Gesellschaft zum Studium Russlands). 102 делегати установчих зборів були представниками міністерств торгівлі, фінансів, внутрішніх та закордонних справ, а також науковців ріазних галузей знань, журналістів, политиків, державних службовців. Першим президентом товариства був обраний граф Герман фон Гацфельд (нім. Hermann von Hatzfeldt).
Цій події передувала діяльність німецьких науковців: Олександра Брюкнера, Теодора Шімана (нім. Theodor Schiemann), Леопольда Гетца (нім. Leopold Karl Goetz), Отто Гетцша (нім. Otto Hoetzsch) та ін. 1910 року Т. Шіманом разом із O. Гетцшем, боннським істориком Л. Гетцем і професором Віденського університету Хансом Юберсбергером (нім. Hans Uebersberger) був заснований спеціалізований часопис зі східноєвропейської історії «Zeitschrift fur osteuropaeische Geschichte», що виходив у 1911—1914 роках. Серед авторів часопису були С. М. Горяїнов, С. Корф, І. Бороздін, О. Лаппо-Данилевський, М. Слабченко, М. Кордуба, Й. Пачковський.
1912 року до Російської імперії берлінським «Об'єднанням з підвищення кваліфікації в галузі державних наук» (нім. Vereinigung für Staatswissenschaftliche Fortbildung) була відряджена дослідницька група зі 108 осіб. До неї входили управлінці і судді, підприємці і вчені, журналісти і політики . До складу групи увійшли: О. Аухаген  (нім. Otto Georg Gustav Edwin Auhagen), професор вищої школи економіки Берліна, славіст О. Брюкнер  (нім. Alexander Brückner), професор історії О. Гетцш, М. Зерінг з берлінського університету. Делегація мала за мету вивчення економічного розвитку країни за час Столипінської реформи. Делегація відвідала Москву, Санкт-Петербург, Київ, Харків, Тверь. Результатом цієї поїздки була збірка «Російська культура і господарство» (нім. Russlands Kultur und Volkswirtschaft : Aufsätze und Vorträge im Auftrage der Vereinigung für staatswissenschaftliche Fortbildung zu Berlin /
hrsg. von Max Sering.), видана 1913 року.
Під час подорожі і виникла ідея організувати товариство з вивчення Росії .
У лютому 1913 року Отто Гетцш подав до міністерства закордонних справ Меморандум з метою заснування Німецького товариства вивчення Росії (нім. Denkschrift zwecks Gründung einer Deutschen Gesellschaft zum Studium Rußlands), у якому обгрунтував необхідність створення товариства та його завдання. Протягом першої половини 1913 року провадилися дискусії серед істориків і представників урядових кіл щодо спрямування досліджень майбутнього товариства, його фінансування та практичного значення для уряду Німеччини. Отто Гетцш був змушений погодитися на умови МЗС, що товариство не буде вести роботу з російськими дослідниками, а також буде зосереджене на виключно науковому розширенню знань про Росію і буде якомога непомітним у політичному житті Німеччини.
1913 року в Палаті представників Пруссії в Берліні було засновано Товариство з вивчення Росії, у якому Отто Гетцш відіграв ключову роль. На той час території сучасних країн Центральної та Східної Європи належали до трьох імперій — Німецької, Австро-Угорської і Російської.
З початком Першої світової війни діяльність Товариства була припинена.
У липні 1918 року О. Гетцш зі своїми прибічниками відновлює діяльність Товариства з новою назвою «Товариство з вивчення Східної Європи» (нім. Deutsche Gesellschaft zum Studium Osteuropas).

### Повоєнний час
На початку 2024 року товариство було визнано «небажаною організацією» в Росії.